# Pseudocrypthelia pachypoma
Pseudocrypthelia pachypoma is een hydroïdpoliep uit de familie Stylasteridae. De poliep komt uit het geslacht Pseudocrypthelia. Pseudocrypthelia pachypoma werd in 1905 voor het eerst wetenschappelijk beschreven door Hickson & England. 